# Nationale kampioenschappen schaken 2005
Het nationale kampioenschap is binnen de schaaksport in ieder land het toernooi dat bepaalt wie op een gegeven moment de sterkste schaker van het land is. Hier volgt een overzicht van de resultaten per land in 2005.

## Argentinië
Van 8 t/m 16 september 2005 in Los Polvorines.
Bij de heren:
1. Diego Flores werd kampioen met 6 uit 9[1]
2. Pablo Ricardi 6 punten
3. Juan Facundo Pierrot 5 punten
4. Salvador Alonso 5 punten
5. Pablo Lafuente 5 punten
6. Diego Valerga 4,5 punt
7. Gastón Needleman 4,5 punt
8. Guillermo Soppe 4 punten

## Armenië
Van 29 april t/m 12 mei 2005 in Jerevan.
Bij de heren:
1. Asjot Anastasian werd kampioen met 7,5 uit 11
2. Karen Asrian 7 punten
3. Gabriel Sargissian 7 punten
4. Tigran Nalbandian 6 punten
5. Arsen Yegiazarian 6 punten
6. Levon Babujian 6 punten
7. Artashes Minasian 5,5 punt
8. Benjamin Galstian 5,5 punt
9. Tigran L. Petrosjan 5 punten
10. Ara Minasian 3 punten

Externe link
- partijen van het kampioenschap

Bij de dames:
1. Lilit Mkrtchian werd kampioene met 8,5 punt
2. Elina Danielian 7,5 punt
3. Siranush Andriasian 5,5 punt

## België
Van 2 t/m 10 juli 2005 in Aalst.
Bij de heren:
1. Alexandre Dgebuadze werd kampioen met 7 uit 9
2. Paul Motwani 6,5 punt
3. Marc Dutreeuw 5,5 punt
4. Thibaut Maenhout 5,5 punt tie-break
5. Steven Geirnaert 5 punten
6. Ekrem Cekro 5 punten
7. Geert Van der Stricht 5 punten
8. Ashote Draftian 5 punten
9. Mher Hovhanisian 5 punten
10. Pieter Claesen 4,5 punt
11. Danial Saibulatov 4,5 punt
12. Bruno Laurent 4,5 punt
13. Stephane Hautot 4 punten
14. Tom Piceu 3,5 punt
15. Luc Henris 3,5 punt
16. Yves Duhayon 3 punten
17. Thibaut Vandenbussche 2,5 punt
18. Wim Barbier 1,5 punten

## Bulgarije
Van 23 mei t/m 3 juni 2005 in Pleven.
Bij de heren:
1. Ivan Tsjeparinov werd kampioen met 9,5 uit 13
2. Nikolaj Ninov 9 punten
3. Dejan Bojkov 8,5 punt
4. Vladimir Petkov 8,5 punt
5. Krasimir Roesev 7,5 punt
6. Valentin Iotov met 7 punten
7. Joeljan Radoelski 6,5 punt
8. Valentin Panboektsjan 6 punten
9. Dimitar Dotsjev 5,5 punt
10. Spas Kozjoecharov 5,5 punt

Externe link
- partijen van het kampioenschap

## Duitsland
Van 18 t/m 26 februari 2005 te Altenkirchen:
1. Artur Joesoepov werd kampioen met 7 uit 9
2. Jan Gustafsson 6.5 punt[3]
3. Alexander Graf 6 punten
4. David Baramidze 6 punten
5. Igor Khenkin 6 punten
6. Thomas Luther 6 punten
7. Leonid Kritz 6 punten
8. Arik Braun 5.5 punt
9. Michael Prusikin 5.5 punt
10. Jan Michael Sprenger 5.5 punt

## Estland
Van 10 t/m 16 mei 2005 te Tallinn:
1. Meelis Kanep werd kampioen met 7 uit 9
2. Andrej Kalinitsjov 6 punten
3. Olav Sepp 6 punten
4. Mikhail Rytshagov 5,5 punt
5. Kaido Külaots 5,5 punt
6. Tarvo Seeman 4,5 punt
7. Sergei Zjukin 3 punten
8. Igor Švõrjov 3 punten
9. Vladimir Zavoronkov 2,5 punt
10. Brait Lelumees 2 punten

## Frankrijk
Van 15 t/m 27 augustus 2005 te Chartres in elf ronden.
Bij de heren:
1. Joel Lautier werd kampioen met 7,5 punt
2. Andrei Sokolov 7 punten
3. Maxime Vachier-Lagrave 7 punten
4. Christian Bauer 6 punten
5. Robert Fontaine 6 punten
6. Laurent Fressinet 6 punten
7. Anatoly Vaisser 5,5 punt
8. Amir Bagheri 5,5 punt
9. Jean-Marc Degraeve 5 punten
10. Cyril Marzolo 3,5 punt
11. Anthony Kosten 3,5 punt
12. Manuel Apicella 3,5 punt

Externe link
- partijen

Bij de dames:
1. Almira Skripchenko werd kampioene met 9 punten
2. Sophie Milliet 8,5 punt
3. Maria Leconte 7,5 punt
4. Silvia Collas 6,5 punt
5. Roza Lallemand 5,5 punt
6. Marina Martsynovskaya 5 punten
7. Sabine Fruteau 5 punten
8. Natacha Benmesbah 4,5 punt
9. Friederike Wohlers Armas 4 punten
10. Anne Muller 3,5 punt
11. (gedeeld) Christine Flear en Caroline Cochet 3,5 punt

## Groot-Brittannië
Van 31 juli t/m 13 augustus 2005 op het eiland Man met 46 deelnemers en over elf ronden onder de naam "Smith & Williamson":
1. Jonathan Rowson werd kampioen met 8,5 uit 11
2. (gedeeld) Stuart Conquest en Stewart Haslinger 8 punten
3. (gedeeld) John Emms en Richard Pert 7,5 punt
4. (gedeeld) Stephen Gordon en Andrew Geet 7 punten

Externe link
- partijen van het toernooi

## Hongarije
Van 10 t/m 18 mei 2005 in Kazincbarcika (heren) en van 12 t/m 20 mei 2005 in Szeged (dames).
Bij de heren:
1. Zoltán Gyimesi werd kampioen met 6 uit 9
2. Zoltán Almási 6 punten
3. Róbert Ruck 4,5 punt
4. Csaba Balogh 4,5 punt
5. Ferenc Berkes 4,5 punt
6. Viktor Erdős 4,5 punt
7. Zoltán Varga 4 punten
8. Lajos Portisch 4 punten
9. Ádám Horváth 4 punten
10. Sang Cao 3 punten

Bij de dames:
1. Nikoletta Lakos werd kampioene met 7 punten
2. Ildiko Madl 6,5 punt
3. Veronika Schneider 6 punten

## Ierland
Van 9 t/m 17 juli 2005 in Dublin in negen ronden:
1. Colm Daly werd kampioen met 8 punten
2. Stephen Brady 7 punten
3. Karl McPhillips 6,5 punt
4. Stephen Jessel 5,5 punt
5. Philip Short 5,5 punt

## IJsland
Van 11 t/m 21 augustus in Reykjavik (12 deelnemers):
1. Hannes Stefánsson werd kampioen met 9 punten uit 11 ronden
2. Stefán Kristjánsson 8,5 punten
3. Jón Viktor Gunnarsson 8 punten
4. Sigurður Sigfússon 6,5 punten
5. Björn Thorfinnsson 6 punten
6. Heimir Ásgeirsson 5,5 punten
7. Snorri Bergsson 5 punten
8. Thorsteinn Thorsteinsson 4,5 punten
9. Ingvar Jóhannesson 4 punten
10. Ingvar Ásmundsson 4 punten
11. Sævar Bjarnason 3 punten
12. Sigurður Ásmundsson 2 punten

## Iran
Van 10 t/m 20 september 2005 te Teheran met twaalf deelnemers.
1. Morteza Mahjoob werd kampioen met 9,5 punt
2. Morteza Darban 8,5 punt
3. Mehdi Khaghani 6 punten

## Italië
Van 23 november t/m 4 december 2005 werd in Cremona het 65e kampioenschap van Italië verspeeld over elf ronden
1. Michele Godena werd met 8,5 punt kampioen na de tie-break
2. Ennio Arlandi met 8,5 punt
3. Daniel Contin met 7,5 punt
4. Niccolo Ronchetti met 6,5 punt
5. Federico Manca met 6 punten

## Kroatië
Van 7 t/m 17 november 2005 te Vukovar in 11 ronden:
1. Krunoslav Hulak werd kampioen met 7,5 punt
2. Zdenko Kožul met 7 punten
3. Davor Rogić met 7 punten
4. Alojzije Janković met 6,5 punt
5. Hrvoje Stević met 5,5 punt
6. Mišo Cebalo met 5,5 punt
7. Robert Zelčić met 5,5 punt
8. Mladen Palac met 5 punten
9. Goran Dizdar met 5 punten
10. Nenad Šulava net 5 punten

## Letland
Van 13 t/m 21 mei 2005 in Riga.
Bij de heren:
1. Edvins Kengis werd kampioen met 8 uit 12
2. Jevgeni Svesjnikov 7,5 punt
3. Arturs Neiksans 7,5 punt
4. Arnolds Luckans 7 punten
5. Janis Klovans 7 punten
6. Vitalijs Samolins 6,5 punt
7. Oleg Krivonosov 6 punten
8. Ilmars Starostits 5,5 punt
9. Normunds Miezis 5 punten
10. Roland Berzinsh 5 punten
11. Viesturs Meijers 4,5 punt

Bij de dames:
1. Laura Rogule werd kampioene met 6 punten
2. Inguna Erneste 4,5 punt
3. Ilze Berzina 3,5 punt

## Nederland
Van 5 t/m 16 september 2005 in Leeuwarden.
Bij de heren (na het berekenen van de weerstandspunten):
1. Loek van Wely werd kampioen met 5,5 uit 9
2. Daniël Stellwagen 5 punten
3. Sergej Tiviakov 5 punten
4. Friso Nijboer 4,5 punt
5. Ruud Janssen 4,5 punt
6. Jan Smeets 4,5 punt
7. Jan Werle 4,5 punt
8. Erik van den Doel 4 punten
9. Erwin l'Ami 4 punten
10. Sipke Ernst 3,5 punt

Externe link
- partijen uit dit toernooi

Bij de dames:
1. Zhaoqin Peng werd kampioene met 8 uit 10
2. Marlies Bensdorp 6 punten
3. Bianca Muhren 5 punten
4. Petra Schuurman 4,5 punt
5. Arlette van Weersel 3,5 punt
6. Laura Bensdorp 3 punten

## Noorwegen
Van 2 juli t/m 14 juli 2005 in Sandnes in negen ronden (20 deelnemers):
1. Simen Agdestein 7 punten
2. Magnus Carlsen 7 punten
(In augustus 2005 speelden ze als tie-break een play-off match. Deze rapidschaak-partijen brachten op 10 november de beslissing: Agdestein won met 3,5 tegen 2,5 en is dus kampioen)
3. Leif Erlend Johannessen 6,5 punt
4. Kjetil Lie 5,5 punt
5. Rune Djurhuus 5,5 punt
6. Roy Harald Fyllingen 5 punten
7. Atle Grønn 5 punten
8. Øystein Hole 5 punten
9. Einar Gausel 4,5 punt
10. Frode Elsness 4,5 punt

## Oekraïne
Van 24 augustus t/m 2 september 2005 in Rivne. Er speelde 32 schakers mee onder wie 18 grootmeesters en het was een knock-outtoernooi. In de halve finale bleven vier schakers over van wie
1. Aleksandr Aresjtsjenko kampioen werd met 3,5 punt
2. Zachar Jefimjenko 2,5 punt
3. Vladislav Borovikov 1,5 punt
4. Valeri Neverov 0,5 punt

Eerder vielen af: Vladimir Baklan, Sergej Fedortsjoek, Vadym Malachatko, Kateryna Lahno, Igor Smirnov, Aleksandr Troeskavetsky, Aleksej Peskov

## Oostenrijk
Van 11 t/m 21 augustus 2005 in Gmunden in elf ronden:
1. Nikolaus Stanec is kampioen met 7,5 punt
2. Martin Neubauer 7 punten
3. Manfred Freitag 6,5 punt
4. Stefan Kindermann 6 punten
5. Markus Ragger 6 punten
6. Norbert Sommerbauer 6 punten
7. Christian Weiss 5,5 punt
8. Oliver Lehner 4,5 punt
9. Friedrich Volkmann 4,5 punt
10. Herwig Pilaj 4,5 punt
11. Franz Hoelzl 4 punten
12. Siegfried Baumegger 4 punten

## Polen
Van 21 april t/m 4 mei 2005 in Poznań.
Bij de heren:
1. Radosław Wojtaszek werd kampioen met 9,5 uit 13
2. Ralf Åkesson 9 punten
3. Robert Kempiński 8,5 punten
4. Piotr Bobras 7,5 punten
5. Tomasz Markowski 7,5 punten
6. Kamil Miltob 7,5 punten
7. Bartłomiej Macieja 7 punten
8. Marislav Grabarczyk 6,5 punten
9. Paweł Jaracz 6 punten
10. Pawel Czarnota 5,5 punten
11. Wojciech Moranda 5 punten
12. Klaudiusz Urban 4,5 punten
13. Tomasz Warakomski 4 punten
14. Marcin Szeląg 3 punten

## Roemenië
Bij de heren:
Van 25 november t/m 6 december 2005 in Baile Tusnad in 11 ronden. Bij gelijk eindigen volgde een tie-break.
1. Alin Berescu werd kampioen met 8 punten
2. Daniel Moldovan 7,5 punt
3. Bela Badea 7,5 punt
4. Mihail Marin 7 punten
5. Francisc Nemeth 7 punten

Bij de dames:
1. Angela Dragomirescu werd kampioene met 6 punten
2. Ioana-Smaranda Pădurariu 6 punten
3. Teodora Trăistaru 5,5 punt

## Rusland
Van 15 t/m 26 mei 2005 in Samara:
Bij de dames:
1. Aleksandra Kostenjoek werd kampioene met 9 uit 11
2. Tatjana Kosintseva 8 punten
3. Jekaterina Kovalevskaja 7,5 punten
4. Nadezjda Kosintseva 6,5 punten
5. Alisa Galljamova 6 punten
6. Natalia Pogonina 5,5 punten
7. Svetlana Matvejeva 5,5 punten
8. Jelena Zajats 5 punten
9. Valentina Goenina 4,5 punten
10. Julia Kochetkova 3,5 punten
11. Jekaterina Korboet 3,5 punten
12. Yuliya Yakovich 1,5 punten

Van 2 t/m 11 september 2005 te Kazan over negen ronden met 61 deelnemers. Dit is de semi-finale. De finale volgt van 18 t/m 30 december 2005.
bij de heren:
1. Jevgeni Barejev 6,5 punt
2. Aleksandr Chalifman 6,5 punt
3. Sergej Volkov 6 punten
4. Sergej Roebljovski 6 punten
5. Dmitri Jakovenko 6 punten
6. Jevgeni Najer 6 punten
7. Aleksandr Motyljov 6 punten
8. Vadim Zvjaginsev 6 punten
9. Jevgeni Tomasjevski 6 punten

Externe link
- partijen

## Schotland
Van 2 t/m 10 juli 2005 werd het kampioenschap over negen ronden in Oban verspeeld:
1. Jacob Aagaard won het toernooi met 8 punten
2. Craig Pritchett 6 punten
3. Jonathan Grant 5,5 punt
4. Andrew Muir 5,5 punt
5. Edwin Spencer 5,5 punt
6. Daniël McGowan 5 punten
7. Tweedie Steeven 5 punten
8. Douglas Bryzon 5 punten
9. Graeme Kafka 4 punten
10. Andrew Burnett 4 punten

## Servië en Montenegro
Van 2 t/m 15 april werd het kampioenschap in dertien ronden in Kopaonik verspeeld:
1. Milos Perunović werd met 9 punten kampioen
2. Nikola Djukić 8 punten
3. Branko Damljanović 8 punten
4. Dejan Antić 8 punten
5. Dejan Pikula 7,5 punt
6. Ivan Ivanišević 7 punten
7. Dragan Kosić 6,5 punt
8. Bojan Vučković 6,5 punt
9. Aleksandar Kovačević 6,5 punt
10. Goran Arsović 6 punten

## Tsjechië
Van 1 t/m 11 februari 2005.
Bij de heren:
1. David Navara werd kampioen met 8 uit 11
2. Jiří Štoček 8 punten
3. Vlastimil Babula 7,5 punt
4. Zbynek Hracek 6,5 punt
5. Vlastimil Jansa 6 punten
6. Robert Cvek 6 punten
7. Milos Jirovsky 5,5 punt
8. Petr Haba 5 punten
9. Lucas Klima 4 punten
10. Jin Lechtynsky 4 punten
11. Marek Vokac 3 punten
12. Stanislav Cifka 2,5 punt

Externe link
- partijen van het kampioenschap

## Zweden
Van 2 t/m 17 juli 2005 in Göteborg:
1. Stellan Brynell werd kampioen met 9 punten uit 13 ronden
2. Emil Hermansson 8,5 punten
3. Tiger Hillarp Persson 8,5 punt
4. Pia Cramling 8 punten
5. Thomas Ernst 8 punten
6. Emanuel Berg 8 punten
7. Evgeny Agrest 8 punten
8. Ralf Åkesson 7,5 punt
9. Pontus Carlsson 6,5 punt
10. Anders Olsson 5 punten
11. Bosse Lindberg 4,5 punt
12. Hans Tikkanen 4 punten
13. Ingvar Andreasson 3 punten